# Schlenk-evenwicht
Het Schlenk-evenwicht is een evenwichtsreactie, genoemd naar zijn ontdekker, Wilhelm Schlenk. Het Schlenk-evenwicht treedt op bij Grignard-reagentia:
{\displaystyle \mathrm {2\ RMgX\ _{\longrightarrow }^{\longleftarrow }\ MgX_{2}\ +\ MgR_{2}} }
Het evenwicht stelt zich in tussen een alkyl- of arylmagnesiumhalide aan de ene kant van de reactievergelijking, en een dialkyl- of diarylmagnesiumverbinding en een magnesiumhalidezout aan de andere kant. Van organomagnesiumhaliden is bekend dat ze in oplossing ook dimeren en oligomeren vormen, vooral bij hogere concentraties. Alkylmagnesiumchlorides vormen in di-ethylether altijd dimeren.
De ligging van het evenwicht wordt beïnvloed door het type oplosmiddel, temperatuur en de aard van de verschillende substituenten. In ethers worden de magnesiumatomen van een Grignard-reagens standaard door twee moleculen di-ethylether of tetrahydrofuraan (THF) gecomplexeerd. Een betere beschrijving is dan ook: RMg(L2)X, waarbij L een ethermolecule voorstelt. In mono-ethers (slechts één zuurstofatoom per molecule) als oplosmiddel ligt het Schlenk-evenwicht aan de zijde van de alkyl- en arylmagnesiumhaliden. Toevoegen van 1,4-dioxaan, een di-ether, aan zo'n oplossing verschuift het evenwicht naar de rechterzijde. Het magnesiumhalogenide (MgX2) is in het ontstane oplosmiddel slecht oplosbaar en slaat dus neer, waardoor het Schlenk-evenwicht in de oplossing volledig naar rechts afloopt. De dialkylmagnesiumverbindingen zijn sterkere alkylerende reagentia dan de Grignard-verbinding waaruit ze ontstaan zijn en vormen daardoor een populaire syntheseroute naar andere organometaalverbindingen.
Het Schlenk-evenwicht wordt ook waargenomen bij de Simmons-Smith-reactie, waar joodmethylzinkjodide (vergelijkbaar met een Grignard-reagens) als intermediair gevormd wordt.